# Calyptogena solidissima
Calyptogena solidissima is een tweekleppigensoort uit de familie van de Vesicomyidae. De wetenschappelijke naam van de soort is voor het eerst geldig gepubliceerd in 1992 door Okutani, Hashimoto & Fujikura.